# Bindiryel
Ne doit pas être confondu avec Bindiriyel.
Bindiryel (ou Bindryel) est une localité du Cameroun située dans l'arrondissement de Dargala, le département du Diamaré et la région de l’Extrême-Nord. Elle fait partie du canton de Wouro Zangui.

## Population
En 1975, la localité comptait 124 habitants, dont 84 Peuls et 40 Massa.
Lors du recensement de 2005, on y a dénombré 205 personnes.